# Педро де Урсуа
Педро де Урсуа (ісп. Pedro de Ursúa; 1526-1561) — іспанський конкістадор, капітан-генерал Нового Королівства Гранада (сучасна Колумбія). Досліджував нові землі в пошуках Ельдорадо. 1 листопада 1549 року заснував місто Памплона.

## У мистецтві
Діяльності Педро де Урсуа в Новій Гранаді присвячено німецьку пригодницьку кінодраму Вернера Герцога Агірре, гнів божий, роль Педро в якій зіграв Руй Герра.